# Йонні Перес
Йонні Перес (ісп. Yonnhy Pérez, 18 січня 1979) — колумбійський професійний боксер, чемпіон світу за версією IBF (2009-2010) в легшій вазі.

## Професіональна кар'єра
Незважаючи на те, що Перес народився в Колумбії, усі професійні бої, крім одного, провів у США. Він дебютував 30 липня 2005 року в Тусоні, Аризона, у віці 26 років.
29 травня 2009 року він поїхав до Йоганнесбурга, ПАР, на бій з чемпіоном світу за версією IBO у легшій вазі Сайленсом Мабузою в елімінаторі титулу IBF. Незважаючи на відставання на суддівських картках, Перес зміг нокаутувати Мабузу в останньому раунді. 31 жовтня 2009 року завоював титул IBF, здобувши перемогу одностайним рішенням над Джозефом Агбеко (Гана). В першому захисті титулу 22 травня 2010 року Перес зустрівся з непереможним мексиканцем (20-0) Абнером Маресом (Мексика). Поєдинок завершився нічиєю і колумбієць зберіг титул.
11 грудня 2010 року в рамках турніру у легшій вазі від Showtime Джозеф Агбеко і Йонні Перес зустрілися вдруге. Перемогу одностайним рішенням суддів здобув ганець, повернувши собі звання чемпіона.
23 квітня 2011 року Перес зустрівся в бою за третє місце турніру і за вакантний титул чемпіона IBO у легшій вазі з Віком Дарчиняном (Вірменія). Поєдинок завершився перемогою Дарчиняна технічним рішенням в п'ятому раунді. До того Дарчинян потряс Переса в першому раунді, відправив його в нокдаун у другому і контролював хід поєдинку. Після цього бою Перес завершив кар'єру.